# Statua equestre di Traiano
La statua equestre di Traiano (Equus Traiani) era una scultura bronzea colossale raffigurante l'imperatore Traiano a cavallo, che era collocata nella piazza del foro di Traiano a Roma.

## Storia
| Traiano: Denario                                                      | Traiano: Denario |
| --------------------------------------------------------------------- | --- |
|                                                                       | |
| IMP Traiano AVG GER DAC P M TR P COS VI P P, testa laureata a destra; | S P Q R OPTIMO PRINCIPI, statua equestre di Traiano verso sinistra, tiene in mano una lancia ed una spada (o una piccola vittoria). |
| 19mm, 3.35 g, 7h, coniato nel 112-114/115.                            | |

La statua equestre di Traiano fu eretta tra il 112 ed il 114 come sembra dimostrare la monetazione imperiale di quel periodo, in seguito alle vittorie dell'imperatore sui Daci, contemporaneamente al resto della piazza. Il ritrovamento delle fondazioni del suo basamento ha permesso di individuarne la posizione precisa: si trovava a 25 metri dal centro della piazza ed a 30 metri dalla facciata monumentale che ne segnava il limite meridionale
Le statue equestri erano ancora perfettamente conservate nel IV secolo, come testimonia la meraviglia di Costanzo II in visita a Roma nel 357: in particolare fu colpito dalla colossale statua equestre di Traiano. 
(Ammiano Marcellino, Res gestae, XV, 10, 15.)

## Struttura
Si trattava di una statua colossale, probabilmente di dimensioni pari ad 1,7-1,6 quelle della statua equestre di Marco Aurelio (che sembra ne copiò le pose del cavallo e del cavaliere), quest'ultima giunta fino a noi. Si trattava quindi di una statua che con il basamento misurava in altezza probabilmente 10-12 metri.